# 梁王山 (晋宁区)
24°43′54″N 102°41′40″E / 24.73167°N 102.69444°E
梁王山位于中国云南省晋宁县县城东北12公里，新街镇下梁王村西南的滇池岸边，海拔1934米。山体大部分为石灰岩。元末，统治云南的梁王巴匝剌·瓦尔密曾在此设立行宫。明洪武十四年，巴匝剌·瓦尔密被明军击败，全家于山北面的光长山投滇池自尽。